# Nesoclimacias contracta
Nesoclimacias contracta är en insektsart som först beskrevs av Blackburn 1888.  Nesoclimacias contracta ingår i släktet Nesoclimacias och familjen fröskinnbaggar. Inga underarter finns listade i Catalogue of Life.